# Pico Du Toits
El Pico Du Toits (1995m) ("Du Toits Peak ") es el pico más alto que da al mar de los montes del Cinturón de Pliegues del Cabo (Cape Fold Belt), i.e. el pico más alto en la Provincia del Cabo Occidental con una vista directa del océano. Situado entre Paarl y Worcester en el suroeste de Sudáfrica, 70 km el noreste de la capital provincial de Ciudad del Cabo. Las montañas constituyen una formidable barrera entre la Ciudad del Cabo y el resto de África. 
La cadena está compuesta en su mayoría de Arenisca de la Montaña de la Mesa, una arenisca cuarzítica resistente a la erosión. La vegetación es casi exclusivamente fynbos montano del Reino florístico del Cabo. El resto de las montañas son rocas yermas y acantilados escarpados. La precipitación ocurre primariamente en los meses de invierno como lluvia en las laderas bajas y nieve en las partes superiores, usualmente encima de los 1000m. El clima varía dramáticamente, con los valles circundantes siendo de hasta 10 °C más cálidos que las montañas. El clima cae dentro del tipo mediterráneo. Las montañas forman parte de la Sintaxis del Cabo, una porción compleja del  Cinturón de Pliegue del Cabo donde los montes en dirección norte-sur se encuentran con los de orientación este-oeste en una serie compleja de pliegues, corrimientos y líneas de fallas.